# Oroszkő
Oroszkő (Repedea), település Romániában, a Partiumban, Máramaros megyében.

## Fekvése
Máramarosszigettől délkeletre, Felsővisótól északra, a Visóba torkolló Ruszkova-patak egyik mellékvize mellett, Havasmező és Visóoroszi közt fekvő település.

## Története
Oroszkő nevét 1808-ban említette először oklevél Kirva, (s) Kriwy ~ Krywy, Repegye néven, majd 1913-ban Oroszkő néven írták.
1910-ben  1789 lakosából 18 magyar, 232 német, 1533 ruszin volt. Ebből 1541 görögkatolikus, 2134 izraelita volt.
A trianoni békeszerződés előtt Máramaros vármegye Visói járásához tartozott.
Laposkő az 1960-as és 1970-es években önálló település volt; előtte és utána Oroszkő része. 1910-ben 166 ukrán lakosa volt; 1966-ban 475 lakosából 468 ukrán, 7 román.